# جون ميتشيل (لاعب هوكي الجليد كندي)
جون ميتشيل هو لاعب هوكي الجليد كندي، ولد في 3 ديسمبر 1891 في Rural Municipality of Elton ‏ في كندا، وتوفي في 15 مارس 1957.

## وصلات خارجية
- جوني ميتشيل على موقع HockeyDB.com (الإنجليزية)